# Febre (La Dimensió Desconeguda)
"Febre" (títol original en anglès "The Fever") és el dissetè episodi de la sèrie de televisió d’antologia La Dimensió Desconeguda. Es va emetre originalment el 29 de gener de 1960 a la cadena CBS. El text original i complet d'aquesta història es va publicar al número inicial de Help! de Harvey Kurtzman, portada de l'agost de 1960. Ha estat doblat al català i emès per TV3.

## Narració d'obertura
| « | Sr. i la Sra. Franklin Gibbs, tres dies i dues nits totes les despeses pagades en un hotel de Las Vegas, guanyades en virtut del talent de la Sra. Gibbs amb una frase. Però sense que ni el Sr ni la Sra. Gibbs és el fet que hi ha un premi al seu paquet, ni esperat ni negociat. En només un moment, un d'ells sucumbirà a una malaltia pitjor que qualsevol virus pot produir. Una aflicció més inoperant i mortal que destrossa la vida coneguda com la Febre. | » |

## Argument
Franklin Gibbs i la seva dona Flora van a Las Vegas perquè va guanyar un concurs d'eslògans. Odia el joc d'atzar, però la seva dona està emocionada amb les seves vacances. En un casino, ella posa una moneda en una màquina escurabutxaques i Franklin l'amonesta per malgastar diners. Ella el convenç perquè la deixi tirar del braç ja que ja va posar els diners, però no guanya res a la tirada. Feliç d'haver fet el seu punt, ell la implora que torni a la seva habitació perquè es puguin preparar per sopar. Mentre caminen, Franklin rep un dòlar de plata d'un home borratxo que el fa utilitzar-la en una màquina diferent que anuncia un jackpot de 10.000 dòlars. Guanya i li diu a la Flora que haurien de quedar-se amb els guanys i no tornar-los a perdre com altres persones. Quan marxen, Franklin creu que sent la màquina escurabutxaques cridant el seu nom amb una veu monstruosa.
Franklin segueix escoltant la veu mentre intenta dormir. S'aixeca del llit i li diu a la seva dona que no pot guardar els diners "contaminats" i que se'n desferrà tornant a posar-los a la màquina. Més tard, la Flora va al casino i troba en Franklin jugant a la màquina de manera obsessiva. Quan la Flora intenta convèncer-lo perquè s'aturi, declara que ha perdut tant que ha d'intentar recuperar-ne una part. Ell s'enfada quan ella el pressiona perquè se'n vagi; declara que la màquina és "inhumana", que "te burla, […] et xucla". Els treballadors del casino miren i parlen d'ell mentre juga constantment i ignora les súpliques de la seva dona d'anar a dormir. Quan Franklin posa el seu darrer dòlar a la màquina, de sobte aquesta falla i els rodets no giraran. Perd els nervis, tomba la màquina i se l'emporten cridant fora del casino.
Més tard, al llit, Franklin li diu a la Flora que estava a punt de guanyar, però que es va trencar deliberadament perquè no li hagués de donar els seus diners. Torna a sentir la màquina cridant el seu nom, després la veu baixar pel passadís cap a l'habitació de la parella i el persegueix. Per al seu horror, la seva tremuja de monedes ara està coberta per una caputxa gravada amb un gran somriure. La Flora no pot veure ni escoltar la màquina mentre fa retrocedir a Franklin cap a la finestra, fins que s'estavella cap enrere a través d'ella i cau a mort. La policia es posa sobre el seu cos, assenyalant que la seva dona havia afirmat que no havia dormit en 24 hores, i un director de casino comenta que mai havia vist a ningú desenvolupar una addicció al joc tan ràpida i severa. L'últim dòlar de Franklin roda per la vorera per aturar-se amb la seva mà estesa, i la càmera gira en la direcció d'on venia i s'atura a la màquina "somrient".

## Narració de cloenda
| « | Sr. Franklin Gibbs, visitant de Las Vegas, que va perdre els seus diners, la seva raó i, finalment, la seva vida a causa d'una màquina metàl·lica inanimada, descrita de diverses maneres com un "bandit d'un sol braç", una "màquina escurabutxaques" o, en paraules de Mr. Franklin Gibbs, un "monstre amb voluntat pròpia". Per als nostres propòsits, ens quedarem amb aquesta darrera definició perquè estem a la Dimensió Desconeguda. | » |